# Pfarrkirche Bärnkopf

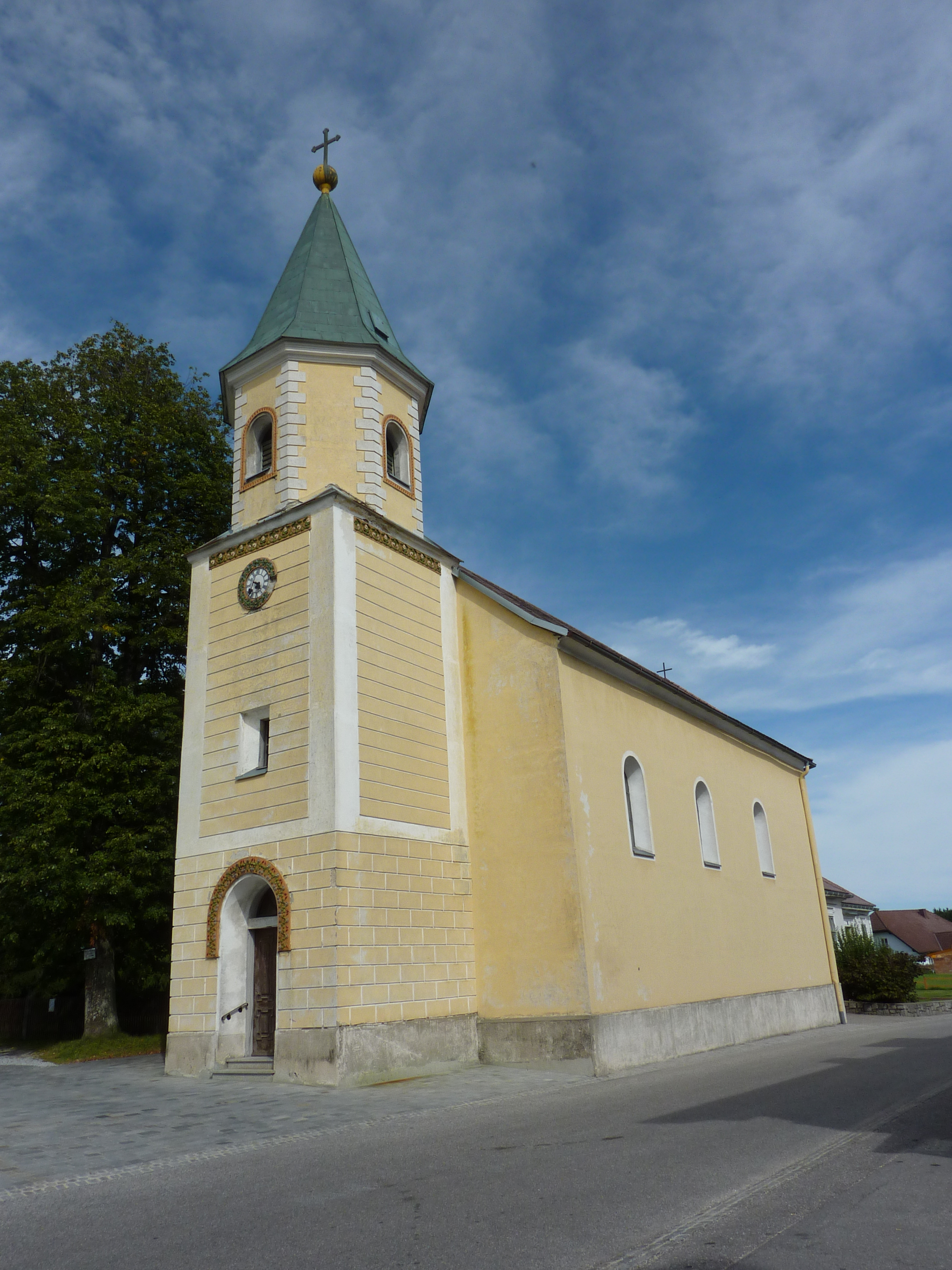
Katholische Pfarrkirche hl. Anna in Bärnkopf

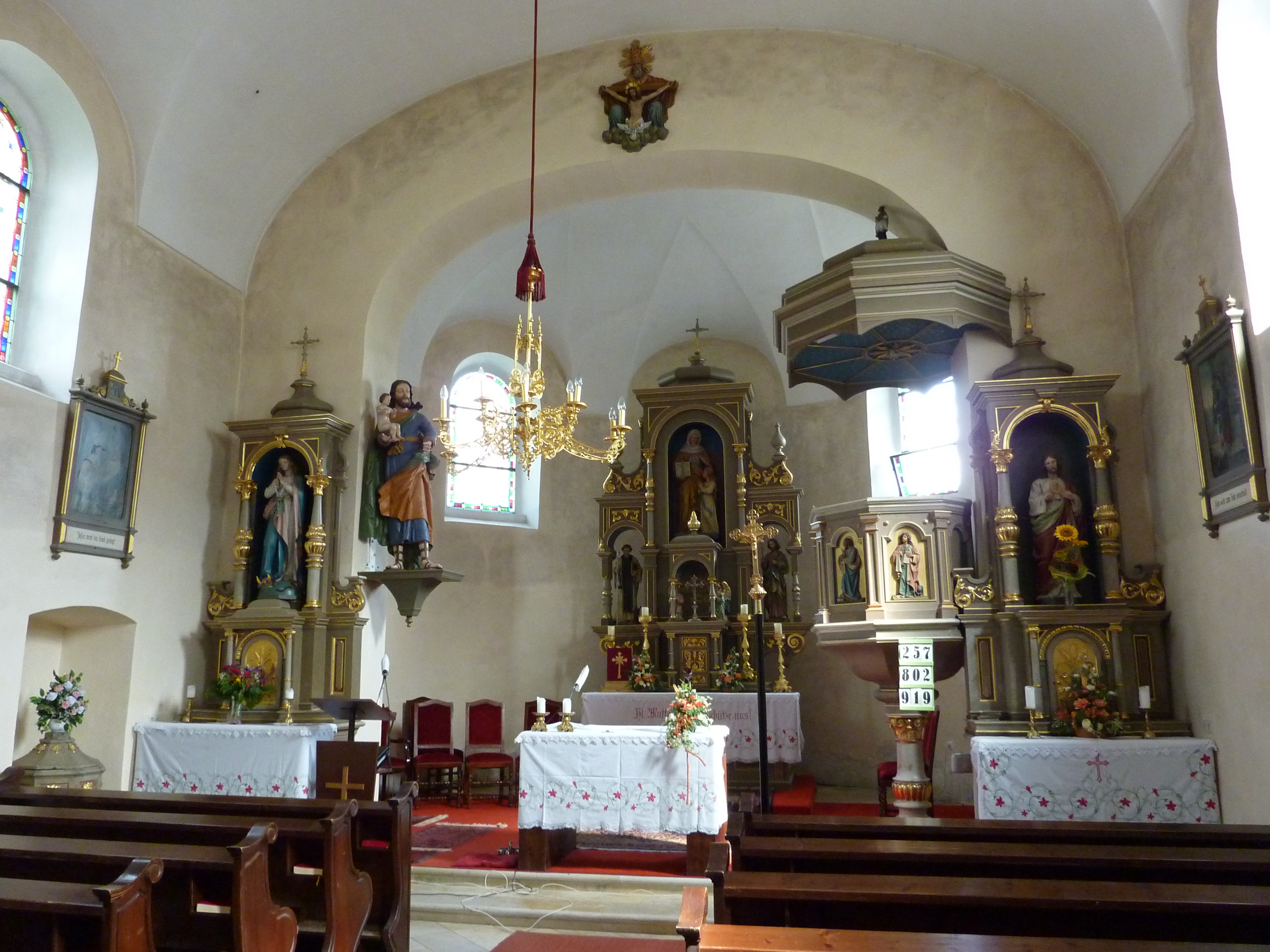
Im Langhaus zum Chor

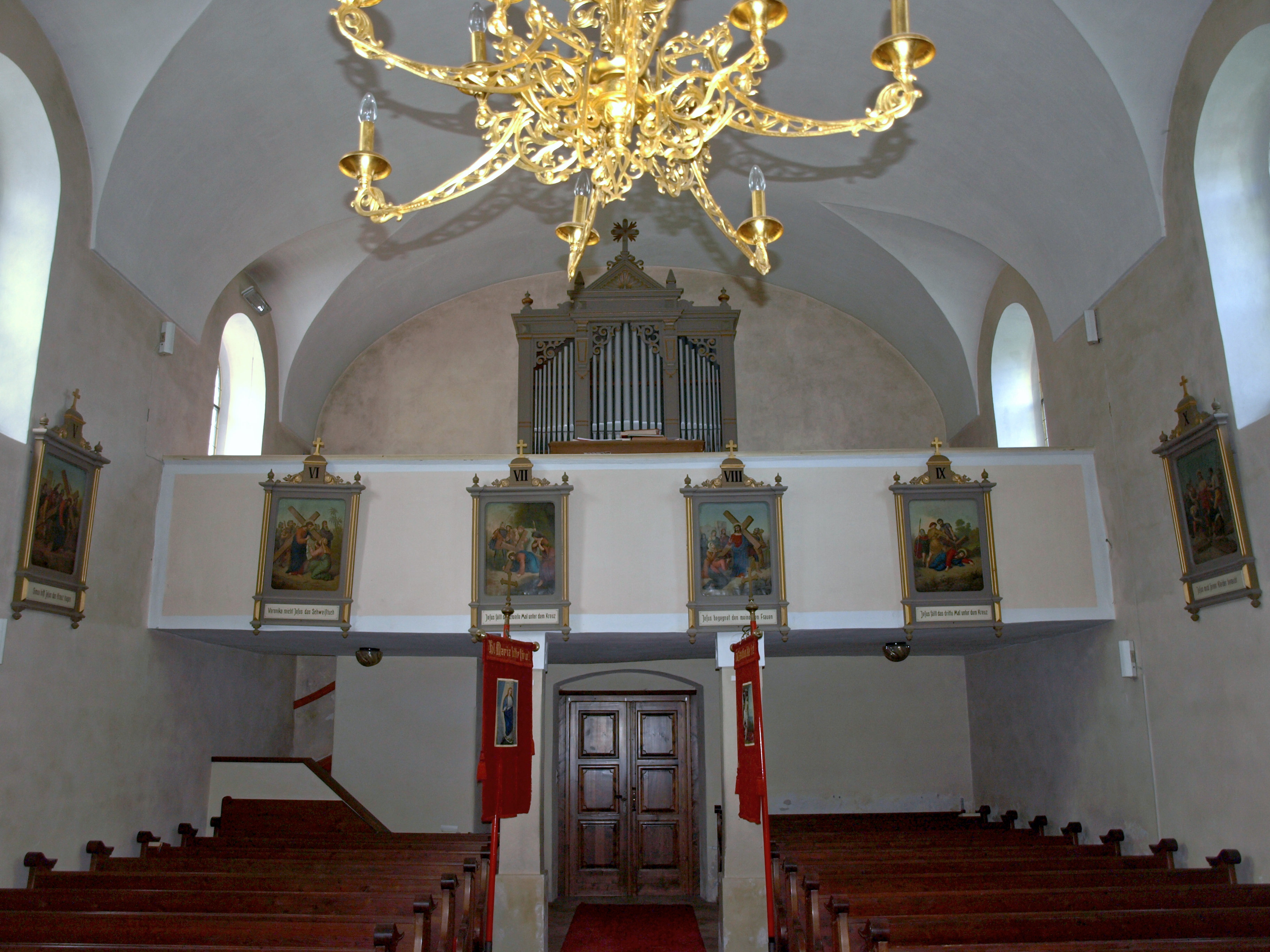
Im Langhaus zur Orgelempore

Die römisch-katholische Pfarrkirche Bärnkopf steht in der Gemeinde Bärnkopf im Bezirk Zwettl in Niederösterreich. Die der heiligen Anna geweihte Pfarrkirche gehört zum Dekanat Zwettl der Diözese St. Pölten. Die Kirche steht unter Denkmalschutz.

## Geschichte
Die Kirche wurde 1854 in der Ortsmitte erbaut. Der Turm wurde 1903 errichtet.

## Architektur
Die Kirche ist ein schlichter Rechteckbau mit einem dreiseitigen Schluss. Der Westturm ist bis zum Langhausfirst quadratisch, das Glockengeschoß ist achteckig und trägt einen Pyramidenhelm. Das Rundbogenportal zeigt ein Majolikafries mit secessionistischem Blumendekor.
Das Turmerdgeschoß ist kreuzgratgewölbt. Das Langhaus mit einem Tonnengewölbe mit Stichkappen. Die eingezogene Empore steht auf Rechteckpfeilern. Der Chor hat eine Apsiskalotte mit Stichkappen. Die Sakristei hat eine Flachdecke.

## Ausstattung
Die Einrichtung entstand einheitlich späthistoristisch um 1903. Der Hochaltar trägt die Figurengruppe Anna und Maria mit den Seitenfiguren Leonhard und Antonius. Die Seitenaltäre tragen links die Figur Maria Immaculata und rechts die Figur Herz Jesu. Die Kanzel, der Kreuzweg und die kleine Orgel schuf Franz Josef Swoboda (1907).